# Dorsten
Dorsten (pronunciación en alemán: /ˈdɔʁstn̩/ⓘ) es un municipio situado en el distrito de Recklinghausen, en el estado federado de Renania del Norte-Westfalia (Alemania), con una población a finales de 2017 de unos 75 252 habitantes.
Se encuentra ubicado al norte del estado, en la región de Münster, al sureste de la frontera con Países Bajos y cerca de la orilla del río Lippe —un afluente derecho del Rin—.

## Historia
Importante fortaleza del Electorado de Colonia, fue ocupada por las tropas calvinistas de Hesse-Kassel el 9 de febrero de 1633, después de un asedio iniciado el 16 de julio sería tomada por tropas imperiales el 19 de septiembre de 1641.

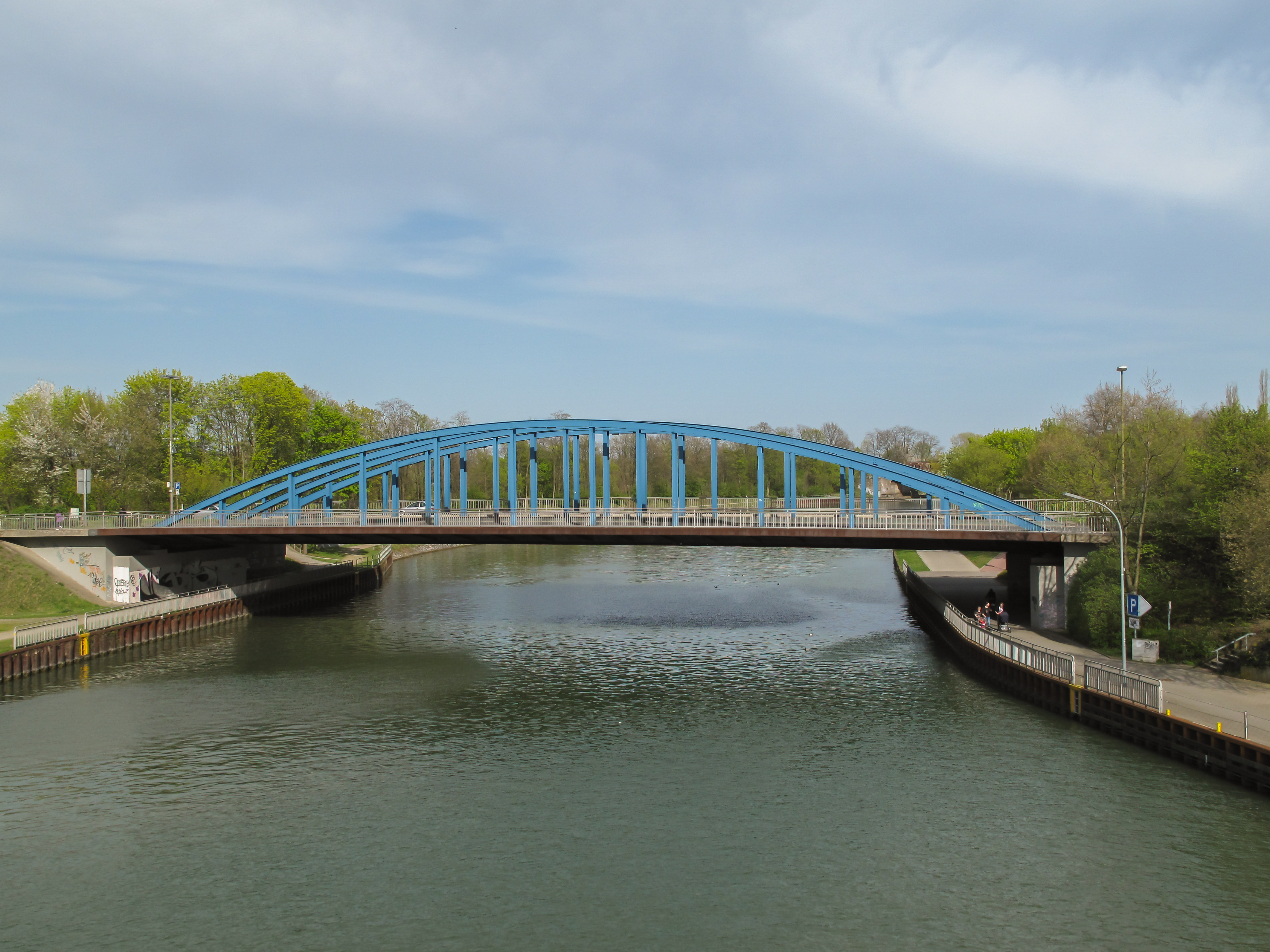
El puente sobre el Wesel-Datteln Kanal cerca Dorsten
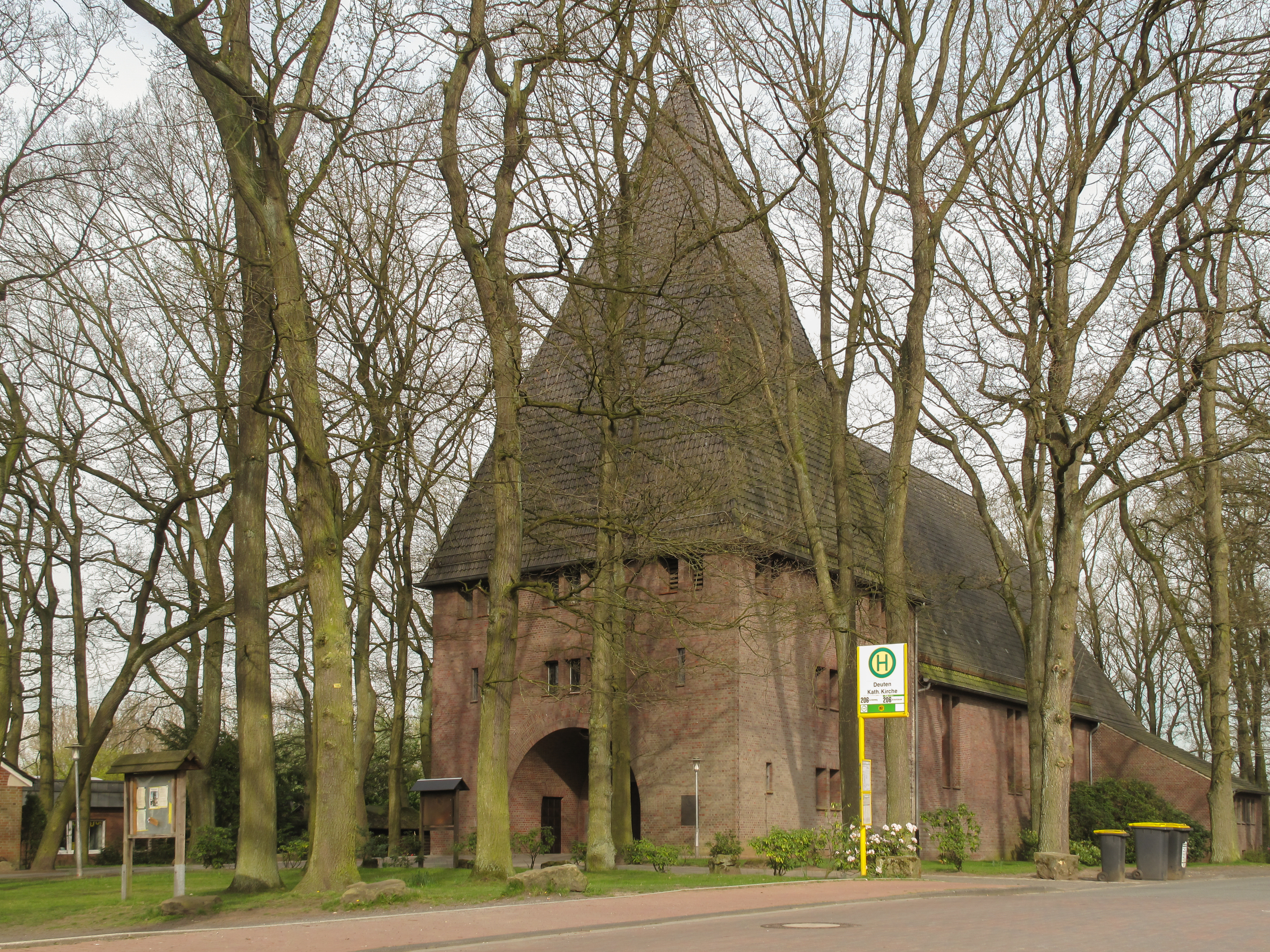
Deuten, la iglesia: Herz Jesu Kirche
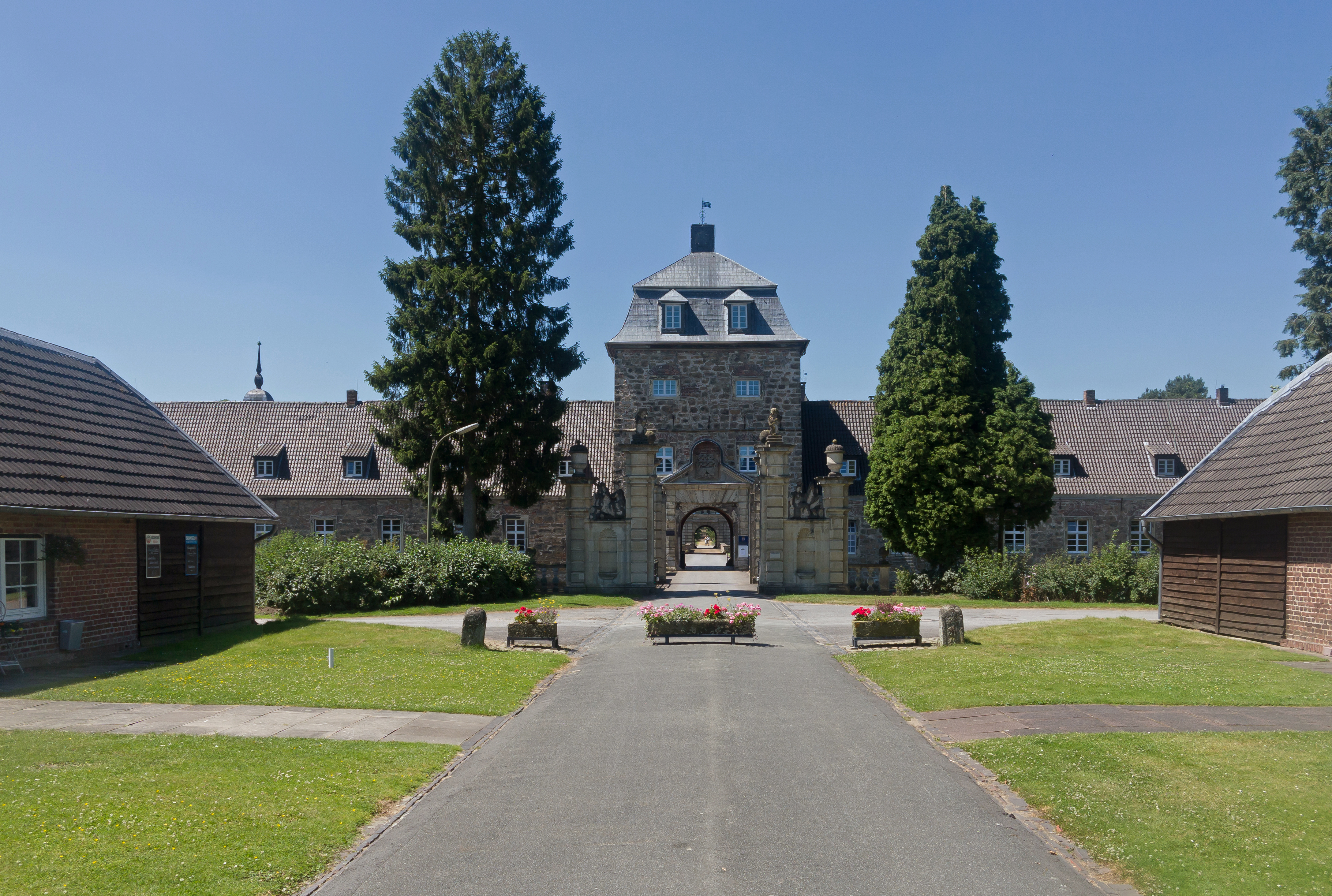
La puerta de entrada en Schloss Lembeck